# Joseph Jaekel

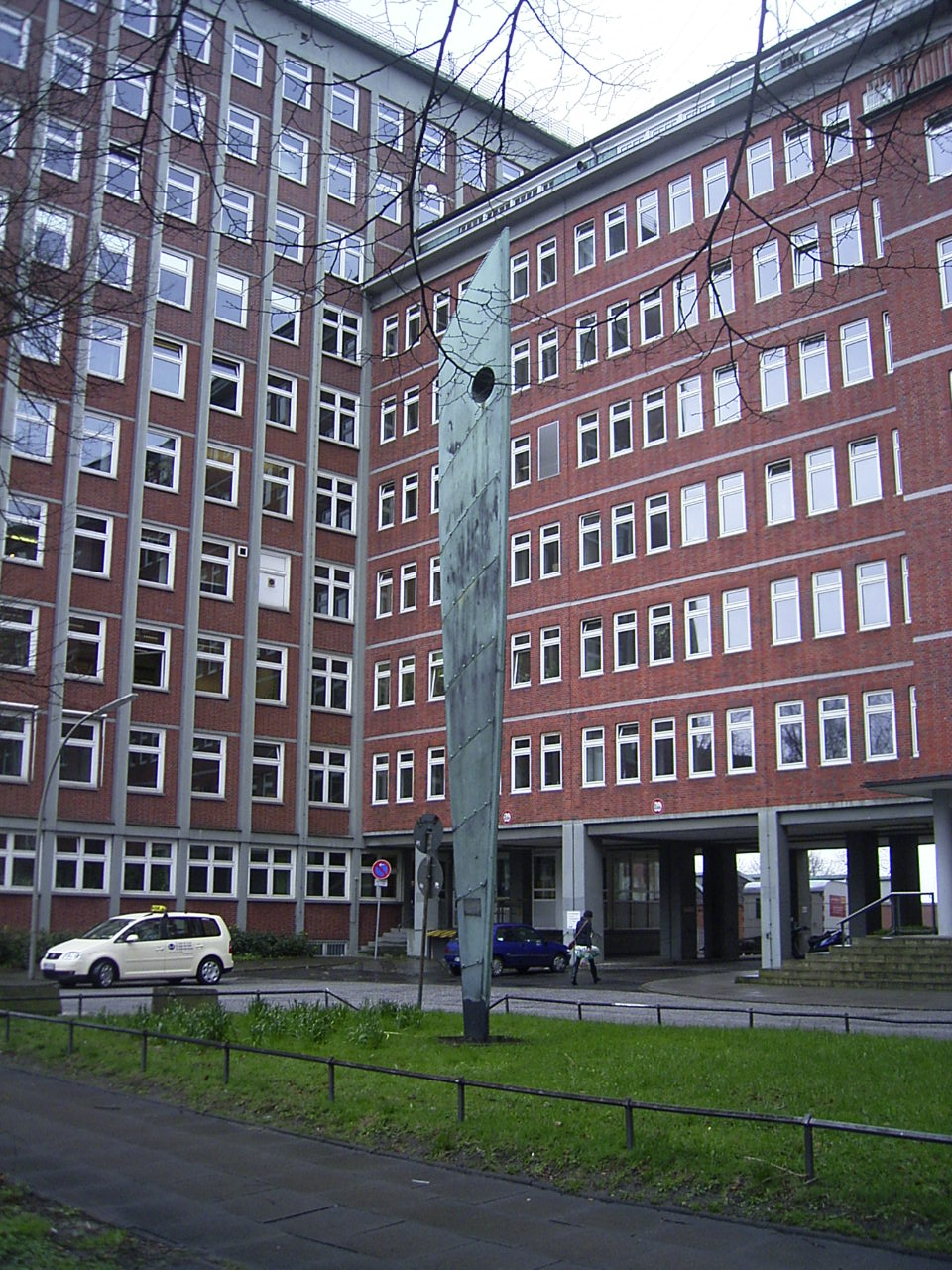
Plastik Stilisierter Schiffsbug vor dem Bundesamt für Seeschifffahrt und Hydrographie in Hamburg-St. Pauli (aufgenommen 2008).

Joseph Jaekel (* 23. April 1907 in Wallmenroth, Siegerland; † 19. Juli 1985 in Köln) war ein deutscher Metallbildhauer und Hochschullehrer.

## Leben und Werk
Er wuchs als eines von vier Kindern eines Kölner Lehrers und einer Unternehmerstochter aus dem Siegerland auf. Als er zwei Jahre alt war, übersiedelte die Familie nach Köln in den Stadtteil Müngersdorf. Den durch das sehr gläubige Elternhaus geprägten Plan, katholischer Missionar zu werden, gab er auf, verließ die Klosterschule Knechtsteden bei Dormagen mit 17 Jahren und wandte sich der Bildenden Kunst und dem Kunsthandwerk zu. Von 1924 bis 1929 erfuhr Jaekel an den Kölner Werkschulen, dem Ort seines späteren Wirkens, seine künstlerische Ausbildung. Zu seinen Lehrern zählten die Professoren Schmidthuber, Riemerschmid und Hans Wissel, dessen Klasse für Metalltreibarbeiten er einmal übernehmen sollte, und wurde zum Meisterschüler ernannt. Schon als Student spezialisierte er sich auf Treibarbeiten in Kupfer und Messing. Ab 1930 wirkte er als freischaffender Metallbildhauer und schuf sakrale Auftragsarbeiten wie Kelche, Kruzifixe, Tabernakeltüren und Kirchenportale, aber auch weltliche Arbeiten, meist Menschen- und Tierfiguren. 1938 heiratete er Mia (My) Türner, die zeitlebens seine Assistentin, Sekretärin und sein Modell wurde. 1940 wurde Jaekel zum Militär eingezogen, kurz darauf jedoch wegen latenter Lungentuberkulose (seine drei Geschwister waren in jungen Jahren daran verstorben) entlassen. Ausgebombt, zog das Paar bis Kriegsende zu den Schwiegereltern nach Linz am Rhein.
Nach Kriegsende nahm Jaekel seine künstlerische Tätigkeit in Köln wieder auf und wurde 1947 an den wieder eröffneten Kölner Werkschulen Leiter des Bereichs Metallbildhauerei. 1954 wurde er Vater einer Tochter. Während der 1950er Jahre, in denen er sich der Rheinischen Sezession anschloss, machte er sich neben seiner kunstpädagogischen Tätigkeit und seinen metallbildhauerischen Arbeiten vor allem einen Namen durch Wandplastiken im öffentlichen Raum (Kunst am Bau). Unter dem Direktorat des Malers Friedrich Vordemberge wurde er 1964 zum Direktor-Stellvertreter ernannt, 1970 vom nordrhein-westfälischen Kultusminister zum Professor und 1971 zum Dekan des Fachbereichs Kunst und Design an der neu gegründeten Fachhochschule Köln. 1974 beendete er seine Tätigkeit als Hochschullehrer. Nach seiner Emeritierung war er bis zu seinem Tod weiterhin künstlerisch aktiv. Sein Grab befindet sich auf dem Friedhof von Müngersdorf, wo er seit 1959 seinen Wohnsitz hatte.
Joseph Jaekel war Mitglied im Deutschen Künstlerbund.

## Werke

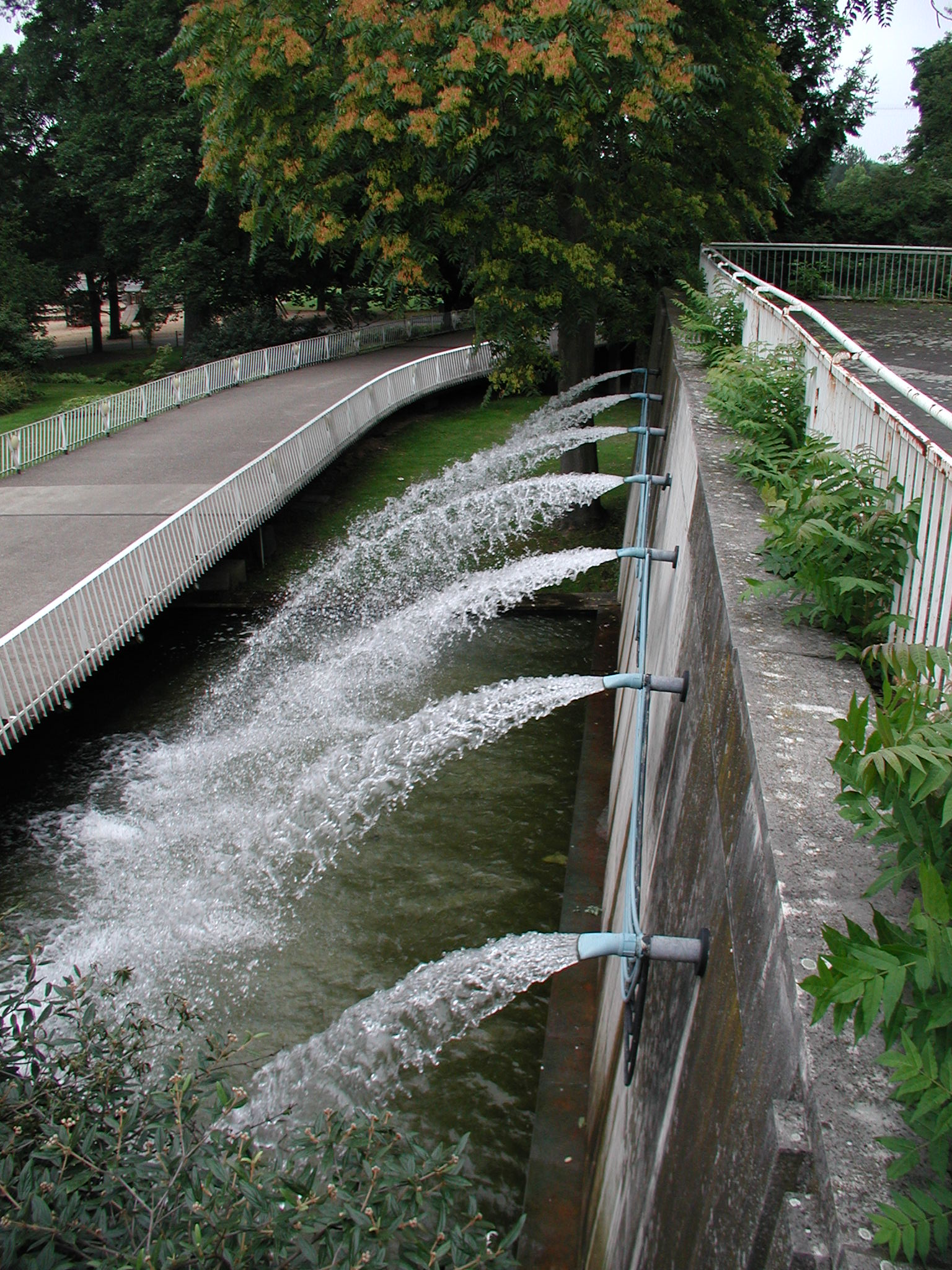
Wasserwand im Kölner Rheinpark (aufgenommen 2008)

Seine Metallskulpturen und Plastiken befinden sich teilweise im öffentlichen Raum (z. B. Kölner Rheinpark, Oberlandesgericht Düsseldorf, Bundesamt für Seeschifffahrt und Hydrographie in Hamburg-St. Pauli).
Kirchen:
- St. Agatha in Wipperfürth-Agathaberg (Osterleuchter)
- St. Albertus in Mönchengladbach
- St. Joseph in Köln-Dellbrück (Altar, Kruzifix, Leuchter)
- St. Lambertus in Erkelenz
- St. Nikolaus in Düren-Rölsdorf
- Abtei Maria Laach (Bronzeportal, sogenannte „Paradiespforte“)

Werke sind in zahlreichen Museen, vor allem im Rheinland, vertreten: 
u. a. Museum Morsbroich in Leverkusen, Suermondt-Ludwig-Museum in Aachen. 
Jaekel entwarf die erste Wahlurne aus goldfarbenem Messing des Deutschen Bundestages, in die am 15. September 1949 die Stimmzettel für die Wahl Konrad Adenauers zum ersten deutschen Bundeskanzler geworfen wurden.
Ein Großteil seines künstlerischen Nachlasses befindet sich in Schloss Moyland in Bedburg-Hau, u. a. im dortigen Skulpturenpark. Sein schriftlicher Nachlass wird seit 1988 im Historischen Archiv der Stadt Köln verwahrt.